# Zozo
Zozo är en svensk dramafilm som hade biopremiär i Sverige den 2 september 2005, i regi av Josef Fares.

## Handling
Zozo är en vanlig libanesisk pojke som växer upp i krigets Beirut, Libanon. Han lever ett ganska normalt liv med skola och kompisar. En dag drabbar kriget honom personligen och Zozos enda utväg är att försöka ta sig till Sverige - ett land som för honom är helt okänt.

## Om filmen
Filmen produceras av Memfis Film och inspelningarna började i slutet av augusti månad 2004 i bostadsområdet Karlstorp i Trollhättan av Aril Wretblad. Filminspelningen fortsatte senare i Beirut i Libanon.

## Medverkande
- Imad Creidi - Zozo
- Antoinette Turk - Rita
- Viktor Axelsson - Leo
- Elias Gergi - Zozos farfar
- Carmen Lebbos - Zozos mamma
- Charbel Iskandar - Zozos pappa
- Yasmine Awad - Zozos farmor
- Jad Stehpan - Zozos bror
- Tatiana Sarkis - Zozos syster
- Joy Andersson - flygresenär
- Lucas Löwenäng - Andreas (pojke i korridor)

### Fotnoter
1. ↑  ”Zozo”. Svensk filmdatabas. 2 september 2005. http://www.sfi.se/sv/svensk-filmdatabas/Item/?itemid=58815&type=MOVIE&iv=Basic. Läst 2 oktober 2016.
2. ↑  ”Zozo”. Svensk filmdatabas. 4 mars 2004. http://www.sfi.se/sv/svensk-filmdatabas/Item/?itemid=58815&type=MOVIE&iv=RecordingPlace. Läst 2 oktober 2016.